# هوستیوس هوستیلیوس
هوستیوس هوستیلیوس (به لاتین: Hostius Hostilius) یک جنگجوی عهد پادشاهی روم در سده‌ی هشتم قبل از میلاد و نیز پدربزرگ تولوس هوستیلیوس، سومین پادشاه روم، بود.

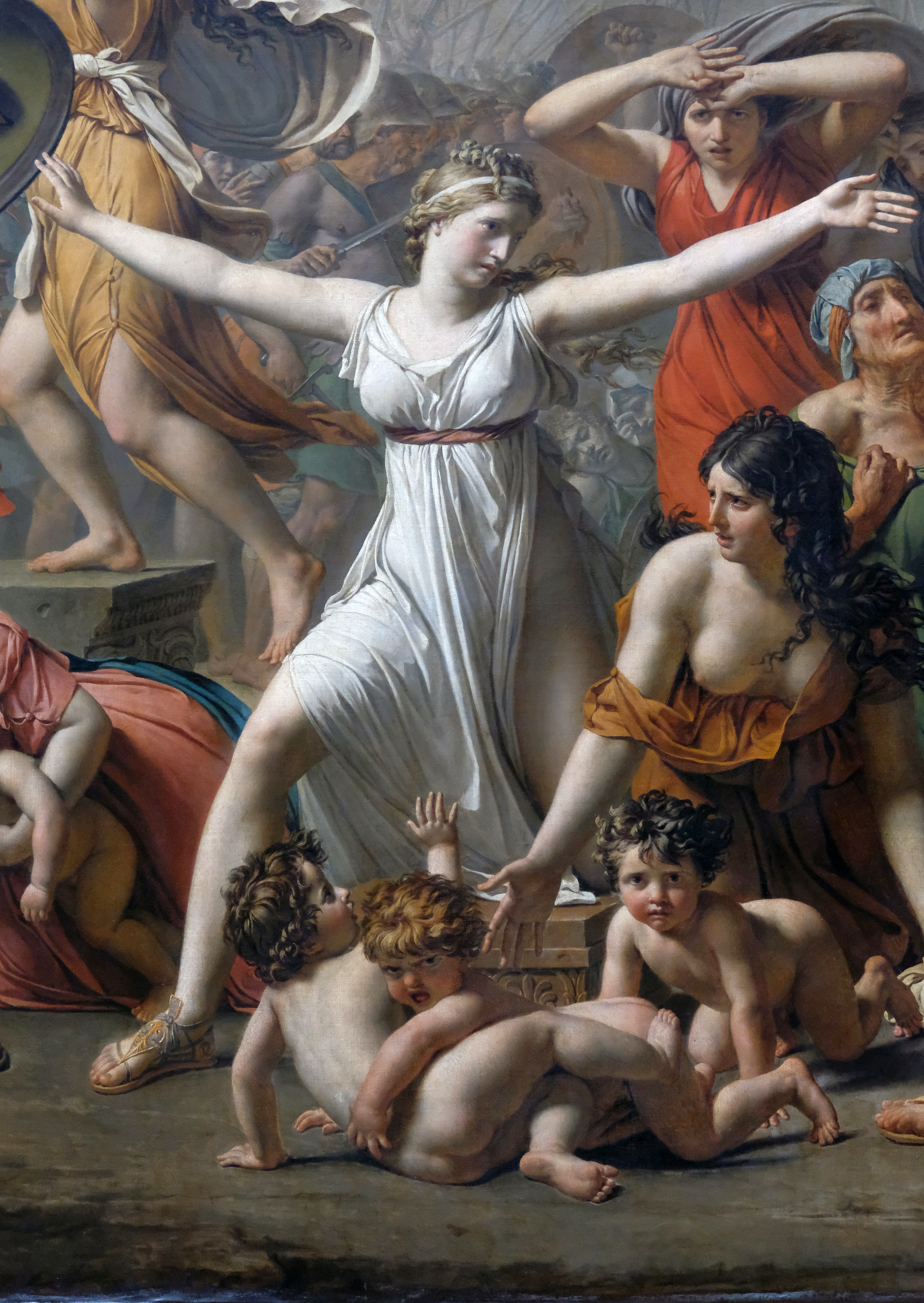
هرسیلیا و سایر زنان و کودکان. بخشی از مداخله‌ی زنان سابین در تابلوی مداخله‌ی زنان سابین، اثر ژاک-لویی داوید (۱۷۹۹)

## نبرد دریاچه‌ی کورتیوس
پس از ربودن زنان سابین، رومیان مورد حمله‌ی انتقام‌جویانه‌ی دولت‌شهرهای آنتم‌ناتان، کروستومینان و کاینیننسان واقع شدند، لیکن از آنجا که این سه دولت‌شهر جداجدا بر روم حمله بردند، رومیان هر یک را به‌آسانی شکست دادند. اما تیتوس تاتیوس، پادشاه سابینان، با احتیاط بیشتری عمل کرد: اسپوریوس تارپیئوس فرمانده‌ی دژ رومیان در تپه کاپیتول بود؛ تاتیوس با رشوه دختر او را خرید تا سربازان مسلحش را به دژ راه بدهد، و بدین‌سان سابینان دژ کاپیتول را گرفتند. صبح روز بعد، رومیان خود را ناچار دیدند که از موضعی بسیار بد برای بازپس‌گیری آن دژ تلاش کنند. در جنگ بر سر بازپس‌گیری دژ، هوستیوس هوستیلیوس، سردار رومیان، شجاعت بسیار نشان داد و قوای روم را با وجود بدیِ موضع جغرافیایی پایدار نگاه داشت. متیوس کورتیوس، سردار سابینان، با او نبرد تن‌به‌تن کرد و با سود بردن از موضع جغرافیایی برترش وی را کشت. پس رومیان روحیه‌ی خویش را باختند و به‌سوی تپه پالاتین عقب‌نشستند. رومولوس، ناتوان از مدیریت سپاهش، دست به دعا برداشت و از ژوپیتر خواست شجاعت سربازانش را بهشان بازگرداند و مانع تصرف دومین تپه ــ پالاتین ــ به‌دست دشمن شود، و وعده کرد که اگر خواسته‌اش اجابت شود، معبدی وقف او کند. سپس، گویی که دعایش شنیده و پذیرفته شده باشد، روی به سربازانش کرد و گفت که ژوپیتر دستور داده با تمام قوا ایستادگی کنند. پس رومیان روحیه گرفتند و جنگ را پی گرفتند. رومولوس با دسته‌ای از نیرومندترین جوانان بر متیوس کورتیوس حمله‌ور شد، زیرا او چند لحظه پیش در هنگام عقب‌نشینی رومیان با غرور رجز خوانده بود که «این میزبان دغلکار و دشمن ترسویمان را مغلوب کردیم. حالا فهمیده‌اند که ربودن باکرگان کجا و جنگیدن با مردان کجا!» پس چون رومیان ضدحمله‌ای ناگهانی زدند، اسب متیوس رمید و متیوس برای حفظ جانش خود را به داخل برکه‌ای انداخت؛ بعدها در محل همین برکه فروم رم تأسیس شد. وقتی متیوس در برکه افتاده بود، تمام توجه سابینان معطوف او شد و تشویقش می‌کردند که از آن برکه برهد. او نیز با این تشویق‌ها روحیه گرفت و از آن برکه برخاست و از مهلکه رست.
آنگاه زنان سابینی، که این جنگ براثر ستمِ وارده بر ایشان حادث شده بود، خویشتن را به وسطِ بارانِ نیزه‌ها انداختند، زیرا تاب دیدن کشته شدنِ شوهرانِ رومی و پدرانِ سابینی‌شان را نداشتند، . آنان شوهران و پدرانشان را التماس می‌کردند که از ریختن خون یکدیگر دست بردارند و اسباطشان (فرزندان این دسته و نوه‌های آن دسته) را به ننگ پدرکشی بدنام نکنند و خون پدرزنان و دامادانشان را نریزند، و گفتند که همان بهتر که خودشان ــ که مسبب این جنگند ــ بمیرند، زیرا طاقت ندارند چونان بیوگان یا یتیمان بزیند. این التماس دو سپاه را تحت‌تأثیر قرار داد و جنگ را متوقف کرد و سکوتی سنگین حکمفرما شد. سپس سران دو سپاه، رومولوس و تاتیوس، جلو آمدند و معاهده‌ی صلح بستند و پادشاهی متحدی به مرکزیت روم تشکیل دادند. پس از این واقعه، زنان سابینی در چشم شوهران و پدرانشان عزیزتر هم شدند.

## همسر و نوه
دیونوسیوس هالیکارناسی می‌گوید که همسر هوستیوس هوستیلیوس هرسیلیا بوده است. اما تیتوس لیویوس هرسیلیا را همسر رومولوس می‌داند و می‌گوید که هوستیوس صاحب فرزندی شد که او نیز به‌نوبه‌ی خود پدر سومین پادشاه روم، تولوس هوستیلیوس، شد.